# Andrzej Zachwieja
Andrzej Jan Zachwieja (ur. 5 czerwca 1959 r. w Strzelcach Opolskich) – polski zootechnik, specjalizujący się w hodowli bydła, odporności cieląt w okresie postnatalnym, produkcji mleka i mięsa, uwarunkowaniu zmienności składu mleka i siary krów; nauczyciel akademicki związany z Uniwersytetem Przyrodniczym we Wrocławiu.

## Życiorys
Urodził się w 1959 roku w Strzelcach Opolskich, gdzie ukończył kolejno szkołę podstawową, a następnie w 1978 roku Liceum Ogólnokształcącego im. Władysława Broniewskiego. Następnie podjął studia na Wydziale Zootechnicznym Akademii Rolniczej we Wrocławiu. Pracę naukową i dydaktyczną podjął bezpośrednio po studiach w 1984 roku, na stanowisku asystenta stażysty, a potem asystenta i starszego asystenta. Doktoryzował się w 1993 roku na Wydziale Zootechnicznym na podstawie rozprawy pt. Uwarunkowania zmienności składu siary krów i poziomu frakcji białkowych w surowicy krwi cieląt, której promotorem był prof. dr hab. Tadeusz Szulc. W 1994 r. został powołany na stanowisku adiunkta. W 2005 roku Rada Wydziału Biologii i Hodowli Zwierząt na podstawie dorobku naukowo-dydaktycznego i rozprawy habilitacyjnej pt. Współzależność między cechami fizykochemicznymi i biologicznymi siary krów a poziomem immunoglobulin w surowicy ich cieląt nadała mu stopień naukowy doktora habilitowanego nauk rolniczych w zakresie zootechniki. Od 1 lipca 2008 roku zatrudniony jest na stanowisku profesora nadzwyczajnego.
Ukończył Podyplomowe Studium Doskonalenia Pedagogicznego, odbył 6-miesięczny staż produkcyjny, 4 miesięczny staż naukowy na Królewskim Rolniczo-Weterynaryjnym Uniwersytecie w Kopenhadze oraz krótkoterminowe staże naukowe na uniwersytetach w Rostoku i Brnie. Uczestniczył w ponad 60 krajowych i zagranicznych konferencjach i sympozjach naukowych oraz seminariach dla producentów mleka i żywca wołowego. Od 2005 roku jest członkiem Uczelnianej Komisji Dyscyplinarnej ds. Studentów, pełni funkcję przewodniczącego Wydziałowej Komisji Skrutacyjnej. Jest członkiem Zarządu Sekcji Chowu i Hodowli Bydła Polskiego Towarzystwa Zootechnicznego (od 2006), Rady Redakcyjnej czasopisma "Vyzkum Skotu" (Cattle Research) w Czechach (od 2008).
Od 2012 roku pełni funkcję dziekana Wydziału Biologii i Hodowli Zwierząt Uniwersytetu Przyrodniczego we Wrocławiu.

## Dorobek naukowy i odznaczenia
Jest autorem i współautorem ponad 170 opracowań naukowych, referatów i doniesień, w tym 59. oryginalnych prac twórczych, 1 podręcznika, 6. monografii, 1 skryptu. Był opiekunem 22. prac magisterskich oraz 5 inżynierskich. Pod jego kierunkiem dwie osoby wykonały rozprawy doktorskie. Był recenzentem w 3 zakończonych przewodach doktorskich, w trzech kolejnych został powołany na recenzenta. Jest autorem kilkunastu recenzji artykułów naukowych w periodykach krajowych i zagranicznych.
Był wyróżniony 6 nagrodami rektora za działalność naukowo-badawczą, Złotą i Srebrną Odznaką Związku Młodzieży Wiejskiej, odznaką "Zasłużony dla Uniwersytetu Przyrodniczego we Wrocławiu", a także Srebrnym Medalem za Długoletnią Służbę.